# ليندا مازري
ليندا مازري هي لاعبة ريشة طائرة جزائرية وُلدت في 21 ديسمبر 2001، ومثلت الجزائر في دورة الألعاب الإفريقية عام 2019،

## التصنيف
احتلت ليندا مازري مع مواطنتها هالة بوكساني المركز الثاني عربيًا في منافسات زوجي السيدات في عام وفقًا لتصنيف الاتحاد العربي للريشة الطائرة بعدما نجحتا في حصد 4120 نقطة  نقطة من بطولتين. وفي فبراير 2020 صُنفت ليندا مازري كرابع أفضل لاعبة ريشة طائرة عربية في منافسات فردي السيدات بعدما نجحت في جمع ٧٣٢١ نقطة من ستة مشاركات.

## المشاركات والميداليات
انضمت ليندا مازري إلى المنتخب الجزائري لكرة الريشة الطائرة للناشئين وهي في عمر الثالثة عشرة، وكانت أولى مشاركاتها الدولية مع المنتخب الجزائري في بطولة صربيا الدولية للريشة الطائرة للناشئين والناشئات تحت 15 عامًا، ونجحت في الفوز بميداليتين برونزيتين في منافسات فردي وزوجي الفتيات. شاركت ليندا مازري بعد ذلك في بطولة أفريقيا للريشة الطائرة للناشئين والناشئات تحت 15 عامًا، والتي أقيمت في مدينة القاهرة بمصر، حيث تمكنت من إحراز الميدالية البرونزية في منافسات فردي الفتيات بالإضافة إلى إحراز الميدالية الفضية في منافسات الزوجي المختلط. وفي عام 2018، شاركت ليندا مازري في بطولة أفريقيا للريشة الطائرة وحصلت منها على الميدالية البرونزية برفقة زميلتها هالة بوكساني في منافسات زوجي السيدات في عام 2018، وفي العام التالي شاركت في دورة الألعاب الأفريقية التي أقيمت بمدينة الرباط في المغرب، وفازت فيها بالميدالية الذهبية في منافسات الزوجي المختلط. وفي عام 2023 شاركت ليندا مازري في دورة الألعاب العربية التي أقيمت في العاصمة الجزائرية الجزائر حيث تمكنت من حصد الميدالية الذهبية في منافسات زوجي السيدات برفقة زميلتها ياسمينة شيباح بعدما فازتا في المباراة النهائية على اللاعبتين الجزائريتين هالة بوكساني وتانينة معمري بمجموعتين مقابل مجموعة واحدة (21-17، 14-21، 21-18)، على حين خرجت من الدور ربع النهائي ولم تتمكن من حصد أي ميدالية في منافسات فردي السيدات بعد خسارتها أمام اللاعبة الأردنية مرح عمر بمجموعتين مقابل لا شيء. ويوضح الجدول التالي أهم المُسابقات والبطولات التي شاركت فيها ليندا مازري، وأبرز الميداليات والألقاب التي حققتها في البطولات والمسابقات المختلفة:
| العام | المسابقة                                         | المكان                   | المنافسات              | الترتيب/الميدالية                   | ملاحظات |
| ----- | ------------------------------------------------ | ------------------------ | ---------------------- | ----------------------------------- | --- |
| 2016  | بطولة أفريقيا للريشة الطائرة للناشئين            | الدار البيضاء، المغرب    | منافسات فردي الفتيات   | المركز الثاني (الميدالية الفضية)    | خسرت في المباراة النهائية أمام مواطنتها هالة بوكساني بمجموعتين مقابل لا شيء (10-21) ، (9-21)                                                                                             |
| 2016  | بطولة أفريقيا للريشة الطائرة للناشئين            | الدار البيضاء، المغرب    | منافسات زوجي الفتيات   | المركز الثاني (الميدالية الفضية)    | خسرت في المباراة النهائية برفقة زميلتها سيرين إبراهيم أمام اللاعبتين الجنوب إفريقيتين جوانيتا شولتز وزاني فان دير ميرفي بمجموعتين مقابل مجموعة واحدة (23-21) ، (18-21) ، (21-16)         |
| 2016  | بطولة أفريقيا للريشة الطائرة للناشئين            | الدار البيضاء، المغرب    | منافسات الزوجي المختلط | المركز الثاني (الميدالية الفضية)    | خسرت في المباراة النهائية برفقة زميلها سامي الخالدي أمام اللاعبين الجزائريين ياسين بلهوان وسيرين إبراهيم بمجموعتين مقابل لا شيء (21-14) ، (21-15)                                        |
| 2016  | بطولة البحر المتوسط للريشة الطائرة للناشئين      | القاهرة، مصر             | منافسات زوجي الفتيات   | المركز الثالث (الميدالية البرونزية) | فازت بالمركز الثالث برفقة زميلتها سيرين إبراهيم |
| 2017  | بطولة إثيوبيا الدولية للريشة الطائرة             | أديس أبابا، إثيوبيا      | منافسات زوجي السيدات   | المركز الثاني (الميدالية الفضية)    | خسرت برفقة زميلتها هالة بوكساني في المباراة النهائية أمام اللاعبتين السريلانكيتين ليكا شياني وادوثانتري كافنديكا بيناري دي سيلفا بمجموعتين مقابل مجموعة واحدة (21-12) ، (19-21) ، (21-8) |
| 2017  | بطولة إثيوبيا الدولية للريشة الطائرة             | أديس أبابا، إثيوبيا      | منافسات الزوجي المختلط | المركز الثاني (الميدالية الفضية)    | انسحبت برفقة زميلها سيف الدين لعرباوي من المباراة النهائية أمام اللاعبين الإسرائيليين ميشا زيلبرمان وسفيتلانا زيلبرمان                                                                   |
| 2017  | بطولة جنوب إفريقيا الدولية للريشة الطائرة للشباب | جوهانسبرغ، جنوب إفريقيا  | منافسات زوجي الفتيات   | المركز الأول (الميدالية الذهبية)    | فازت برفقة زميلتها هالة بوكساني في المباراة النهائية على اللاعبتين الجنوب إفريقيتين جوانيتا شولتز وميغان دي بير بثلاث مجموعات مقابل مجموعة واحدة (21-14) ، (16-21) ، (21-19)             |
| 2017  | بطولة زامبيا الدولية للريشة الطائرة للشباب       | زامبيا                   | منافسات زوجي الفتيات   | المركز الأول (الميدالية الذهبية)    | فازت برفقة زميلتها هالة بوكساني في المباراة النهائية على اللاعبتين الموريشيتين سينديلا مورات وشانيا ليونغ بمجموعتين مقابل لا شيء (21-16) ، (21-14)                                       |
| 2017  | بطولة الجزائر الدولية للريشة الطائرة للشباب      | الجزائر العاصمة، الجزائر | منافسات الزوجي المختلط | المركز الأول (الميدالية الذهبية)    | فازت في المباراة النهائية برفقة زميلها سيف الدين العرباوي أمام اللاعبين المصريين محمد مصطفى كامل وهنا هشام محمد بمجموعتين مقابل لا شيء (21-11) ، (21-3)                                  |
| 2017  | بطولة الجزائر الدولية للريشة الطائرة للشباب      | الجزائر العاصمة، الجزائر | منافسات زوجي الفتيات   | المركز الأول (الميدالية الذهبية)    | فازت برفقة زميلتها هالة بوكساني في المباراة النهائية على اللاعبتين المصريتين ملك باسم صبحي إبراهيم ونور أحمد يوسف بمجموعتين مقابل لا شيء (21-18) ، (21-9)                                |
| 2017  | بطولة مصر الدولية للريشة الطائرة للشباب          | القاهرة، مصر             | منافسات زوجي الفتيات   | المركز الأول (الميدالية الذهبية)    | فازت برفقة زميلتها هالة بوكساني في المباراة النهائية على اللاعبتين المصريتين جانا أشرف وإسراء محمد هاني بمجموعتين مقابل لا شيء (21-11) ، (21-11)                                         |
| 2017  | بطولة موريشيوس الجولية للريشة الطائرة للشباب     | بامبوس، موريشيوس         | منافسات فردي الفتيات   | المركز الثاني (الميدالية الفضية)    | خسرت في المباراة النهائية أمام مواطنتها هالة بوكساني بمجموعتين مقابل لا شيء (14-21) ، (8-21)                                                                                             |
| 2017  | بطولة موريشيوس الجولية للريشة الطائرة للشباب     | بامبوس، موريشيوس         | منافسات زوجي الفتيات   | المركز الأول (الميدالية الذهبية)    | فازت برفقة زميلتها هالة بوكساني في المباراة النهائية على اللاعبتين الموريشيتين كريتيشا مونغيا وفيلينا أبيا بمجموعتين مقابل لا شيء (21-14) ، (21-9)                                       |
| 2017  | بطولة ساحل العاج الدولية للريشة الطائرة للشباب   | أبيدجان، ساحل العاج      | منافسات فردي الفتيات   | المركز الثاني (الميدالية الفضية)    | خسرت في المباراة النهائية أمام مواطنتها هالة بوكساني بمجموعتين مقابل لا شيء (15-21) ، (9-21)                                                                                             |
| 2017  | بطولة ساحل العاج الدولية للريشة الطائرة للشباب   | أبيدجان، ساحل العاج      | منافسات زوجي الفتيات   | المركز الأول (الميدالية الذهبية)    | فازت برفقة زميلتها هالة بوكساني في المباراة النهائية على اللاعبتين الغانيتين أيرام يا ميغوبودزي وغريس أنابيل أتيباكا بمجموعتين مقابل لا شيء (21-7) ، (21-15)                             |
| 2017  | بطولة ساحل العاج الدولية للريشة الطائرة للشباب   | أبيدجان، ساحل العاج      | منافسات الزوجي المختلط | المركز الأول (الميدالية الذهبية)    | فازت برفقة زميلتها هالة بوكساني في المباراة النهائية على اللاعبين المصريين أيرام يا منتصر محمود وجانا أشرف بمجموعتين مقابل مجموعة واحدة (19-21) ، (24-22) ، (21-17)                      |
| 2018  | بطولة أوغندا الدولية للريشة الطائرة للشباب       | أوغندا                   | منافسات فردي الفتيات   | المركز الثاني (الميدالية الفضية)    | خسرت في المباراة النهائية أمام مواطنتها هالة بوكساني بمجموعتين مقابل مجموعة واحدة (21-13) ، (14-21) ، (14-21)                                                                            |
| 2018  | بطولة أوغندا الدولية للريشة الطائرة للشباب       | أوغندا                   | منافسات الزوجي المختلط | المركز الأول (الميدالية الذهبية)    | فازت برفقة زميلها سيف الدين العرباوي في المباراة النهائية أمام اللاعبين الأوغنديين براين كاسيري وحسينة كوبوغابي بمجموعتين مقابل لا شيء (16-21) ، (28-26) ، (21-17)                       |
| 2018  | بطولة أوغندا الدولية للريشة الطائرة للشباب       | أوغندا                   | منافسات زوجي الفتيات   | المركز الأول (الميدالية الذهبية)    | فازت برفقة زميلتها هالة بوكساني في المباراة النهائية على اللاعبتين الأوغنديتين حسينة كوبوغابي وتريسي نالووزا بمجموعتين مقابل لا شيء (21-11) ، (21-13)                                    |
| 2018  | بطولة أفريقيا للريشة الطائرة                     | الجزائر العاصمة، الجزائر | منافسات زوجي السيدات   | المركز الثالث (الميدالية البرونزية) | خسرت برفقة زميلتها هالة بوكساني في المباراة النهائية أمام اللاعبتين السيشليتين آليسين كاميل وجولييت آه وان بمجموعتين مقابل لا شيء (16-21) ، (21-19)                                      |
| 2018  | بطولة أفريقيا للريشة الطائرة                     | الجزائر العاصمة، الجزائر | منافسات الزوجي المختلط | المركز الأول (الميدالية الذهبية)    | فازت برفقة زميلها كسيلة معمري في المباراة النهائية على اللاعبين النيجيريين إنيجوه آباه وبيس أورجي بمجموعتين مقابل مجموعة واحدة (21-17) ، (15-21) ، (21-12)                               |
| 2018  | دورة الألعاب الإفريقية للشباب                    | الجزائر العاصمة، الجزائر | منافسات فردي الفتيات   | المركز الثاني (الميدالية الفضية)    | خسرت في المباراة النهائية أمام مواطنتها هالة بوكساني بمجموعتين مقابل لا شيء (15-21) ، (12-21)                                                                                            |
| 2018  | دورة الألعاب الإفريقية للشباب                    | الجزائر العاصمة، الجزائر | منافسات زوجي الفتيات   | المركز الأول (الميدالية الذهبية)    | فازت برفقة زميلتها هالة بوكساني في المباراة النهائية على اللاعبتين الموريشيتين جيميما ليونغ فور سانغ وغانيشا مونغراه بمجموعتين مقابل لا شيء (21-15) ، (21-12)                            |
| 2018  | دورة الألعاب الإفريقية للشباب                    | الجزائر العاصمة، الجزائر | منافسات فرق الفتيات    | المركز الأول (الميدالية الذهبية)    | |
| 2018  | بطولة الجزائر الدولية للريشة الطائرة             | الجزائر العاصمة، الجزائر | منافسات فردي السيدات   | المركز الثاني (الميدالية الفضية)    | خسرت في المباراة النهائية أمام مواطنتها هالة بوكساني بمجموعتين مقابل لا شيء (9-21) ، (12-21)                                                                                             |
| 2018  | بطولة الجزائر الدولية للريشة الطائرة             | الجزائر العاصمة، الجزائر | منافسات زوجي السيدات   | المركز الثاني (الميدالية الفضية)    | خسرت برفقة زميلتها هالة بوكساني في المباراة النهائية أمام اللاعبتين المصريتين ضحى هاني وهادية حسني بمجموعتين مقابل لا شيء (19-21) ، (11-21)                                              |
| 2019  | دورة الألعاب الأفريقية                           | الرباط، المغرب           | منافسات الزوجي المختلط | المركز الأول (الميدالية الذهبية)    | فازت برفقة زميلها كسيلة معمري في المباراة النهائية أمام اللاعبين المصريين أدهم حاتم الجمال وضحى هاني بمجموعتين مقابل لا شيء (21-19) ، (21-16)                                            |
| 2019  | بطولة إفريقيا للريشة الطائرة                     | بورت هاركورت، نيجيريا    | منافسات الزوجي المختلط | المركز الأول (الميدالية الذهبية)    | فازت برفقة زميلها كسيلة معمري في المباراة النهائية على اللاعبين النيجيريين إنيجوه آباه وبيس أورجي بمجموعتين مقابل مجموعة واحدة (15-21) ، (21-16) ، (21-18)                               |
| 2020  | بطولة إفريقيا للريشة الطائرة                     | القاهرة، مصر             | منافسات الزوجي المختلط |                                     | خسرت في المباراة النهائية برفقة زميلها كسيلة معميري أمام اللاعبتين المصريين أدهم حاتم جمال وضحى هاني بمجموعتين مقابل مجموعة واحدة (13-21) ، (21-18) ، (19-21)                            |
| 2023  | بطولة إفريقيا للريشة الطائرة                     | بينوني، جنوب إفريقيا     | منافسات زوجي السيدات   | المركز الثاني (الميدالية الفضية)    | خسرت في المباراة النهائية برفقة زميلتها ياسمينة شيباح أمام اللاعبتين الجنوب إفريقيتين إمي أكيرمان وديدر لورنس بمجموعتين مقابل لا شيء (21-19، 21-12)                                      |
| 2023  | بطولة الجزائر الدولية للريشة الطائرة             | الجزائر العاصمة، الجزائر | منافسات زوجي السيدات   | المركز الثاني (الميدالية الفضية)    | خسرت في المباراة النهائية برفقة زميلتها ياسمينة شيباح أمام اللاعبتين الجنوب إفريقيتين إمي أكيرمان وديدر لورنس بمجموعتين مقابل لا شيء (21-19، 21-12)                                      |
| 2023  | بطولة مصر الدولية للريشة الطائرة                 | القاهرة، مصر             | منافسات زوجي السيدات   | المركز الأول (الميدالية الذهبية)    | فازت في المباراة النهائية برفقة زميلتها ياسمينة شيباح على اللاعبتين الألمانيتين جوليا ماير ولونا ميكالسكي بمجموعتين مقابل مجموعة واحدة (21-19، (11--21) ، 21-12)                         |
| 2023  | دورة الألعاب العربية                             | الجزائر العاصمة، الجزائر | منافسات زوجي السيدات   | المركز الأول (الميدالية الذهبية)    | فازت في المباراة النهائية برفقة زميلتها ياسمينة شيباح اللاعبتين الجزائريتين هالة بوكساني وتانينة معمري بمجموعتين مقابل مجموعة واحدة (21-17، 14-21، 21-18)                                |